# Marijke Haverkorn
Marijke Haverkorn (Oegstgeest, 1974) is een Nederlandse astrofysicus en hoogleraar astrofysisch magnetisme aan de Radboud Universiteit in Nijmegen. 

## Opleiding en carrière
Marijke Haverkorn studeerde sterrenkunde aan de Universiteit Utrecht met een bijvak in de theoretische natuurkunde. Ze studeerde cum laude af in 1998. Haverkorn promoveerde in 2002 aan de Universiteit Leiden op onderzoek naar de karakterisering en interpretatie van gepolariseerde radiostraling uit de Melkweg. Van 2002 tot 2005 was ze postdoc aan het Harvard Observatory in de Verenigde Staten. Tussen 2005 en 2008 deed ze onderzoek aan de Universiteit van Californië - Berkeley (Verenigde Staten). In 2008 kwam ze terug naar Nederland en was ze onderzoeker bij ASTRON in Dwingeloo en bij de Universiteit Leiden. In 2011 werd ze universitair docent aan de Radboud Universiteit in Nijmegen, in 2017 universitair hoofddocent en in 2020 benoemde de Radboud Universiteit haar tot hoogleraar astrofysisch magnetisme.

## Onderzoek
Haverkorn is deskundige op het gebied van magneetvelden en interstellaire materie in de Melkweg. Ze doet onderzoek naar de cyclus van geboorte en dood van sterren in de Melkweg en in het bijzonder naar de rol van magneetvelden in het gas tussen de sterren. Haverkorn bestudeert onder andere gepolariseerd licht en radiostraling en vergelijkt de gemeten magneetvelden met modellen. Ze wil uiteindelijk een gedetailleerd model van het magneetveld in de Melkweg ontwikkelen om de kosmische geschiedenis te leren begrijpen.

## Prijzen en onderscheidingen
- Vidi-beurs 2009[5]
- Winnaar van de Nationale Wetenschapsquiz 2010[2]
- ERC Consolidator Grant 2017[6]
- Beste docent aan de faculteit voor Natuurwetenschappen van de Radboud Universiteit 2017[2]
- Lid van De Jonge Akademie 2013-2018[7][8]